# خيري وادي العجول

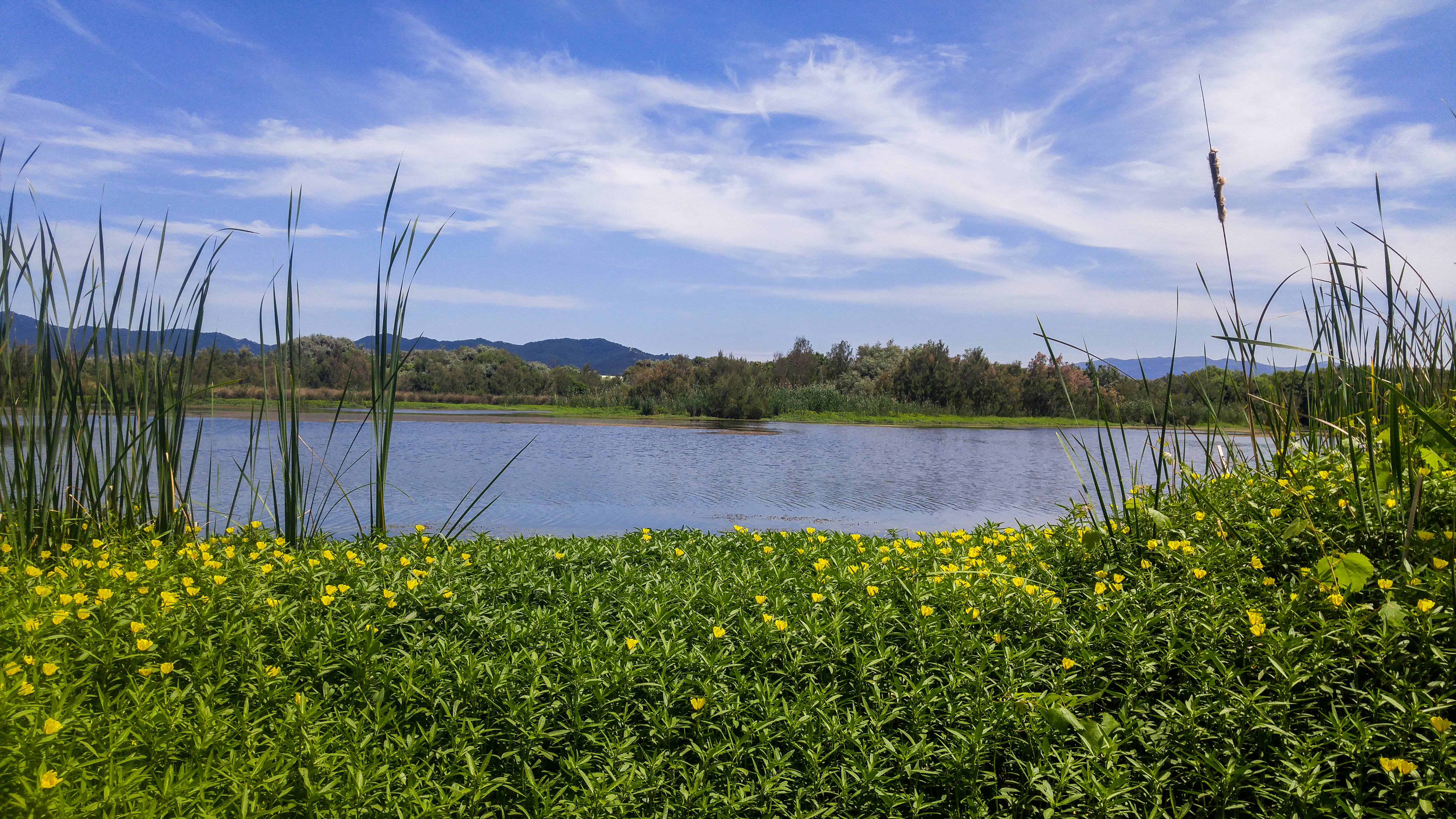
المحمية الطبيعية بني بلعيد ولاية جيجل

بلدية خيري وادي العجول أو خيري واد عجول و في الغالب تسمى واد عجول، بلدية تابعة إقليميا إلى دائرة العنصر ولاية جيجل بالشرق الجزائري، تقع على ساحل البحر الأبيض المتوسط من الشمال الشرقي للولاية.